# The Blood of the Prophets (Masters)
The Blood of the Prophets – tomik wierszy amerykańskiego poety Edgara Lee Mastersa, opublikowany w 1905. Zawiera między innymi wiersze i poematy Samson and Delilah, The World-Saver, America, Samuel, Memorabilia, Ballad of the Trator's Soul, The Pioneer, The Temple, The Two Souls, Filipinos, Remeber Us, Ballade of the Dead Republics, Banner of Men Who Were Free i Hail, Master Death.  Tomik nie cieszył się większą popularnością. Najdłuższym poematem z omawianego zbiorku jest Ballad of Jesus of Nazareth.